# Михайлович, Джордже
Джордже Александар Михайлович (англ. Djordje Aleksandar Mihailovic; род. 10 ноября 1998, Лемонт, Иллинойс, США) — американский футболист, полузащитник клуба «Колорадо Рэпидз» и сборной США.

## Клубная карьера
Михайлович — воспитанник клуба MLS «Чикаго Файр». 27 января 2017 года клуб подписал с ним контракт по правилу доморощенного игрока. Его профессиональный дебют состоялся 11 марта в матче против «Реал Солт-Лейк», в котором он вышел на замену в компенсированное время второго тайма вместо Михаэла де Леу. 27 сентября в поединке против «Сан-Хосе Эртквейкс» он забил свой первый гол в профессиональной карьере. 25 октября в матче плей-офф против «Нью-Йорк Ред Буллз» Михайлович получил тяжёлую травму — разрыв передней крестообразной связки правого колена. На поле он вернулся спустя десять месяцев, в августе 2018 года.
17 декабря 2020 года Михайлович перешёл в канадский «Монреаль Импакт» за $1 млн в общих распределительных средствах. Игрок подписал с клубом трёхлетний контракт с опцией продления ещё на один год. За клуб, переименованный в начале 2021 года в «Клёб де Фут Монреаль», он дебютировал в матче стартового тура сезона 2021 против «Торонто» 17 апреля, отметившись голом.
24 августа 2022 года было объявлено о переходе Михайловича нидерландский АЗ 1 января 2023 года. Американец подписал с нидерландским клубом контракт до середины 2027 года. В Эредивизи он дебютировал 7 января в матче против «Витесса». 25 января в матче против «Гоу Эхед Иглз» он забил свой первый гол за АЗ.
8 января 2024 года Михайлович вернулся в MLS, подписав контракт с «Колорадо Рэпидз» в качестве назначенного игрока до конца сезона 2027 с клубной опцией продления на сезон 2028. Сумма трансфера стала рекордной для «Рэпидз», превысив $3 млн. Кроме того «Колорадо» купил у «Цинциннати» приоритетное право на подписание игрока за $75 тыс. в общих распределительных средствах. За «Рэпидз» он дебютировал 24 февраля в матче стартового тура сезона 2024 против «Портленд Тимберс». 30 марта в матче против «Лос-Анджелеса» он забил свои первые голы за «Рэпидз», сделав дубль.

## Международная карьера
За сборную США Михайлович дебютировал 27 января 2019 года в товарищеском матче со сборной Панамы, в котором также забил свой первый гол за звёздно-полосатую дружину.
Михайлович первоначально не был включён в окончательную заявку сборной США на Золотой кубок КОНКАКАФ 2019, хотя и значился в предварительной заявке, но позднее был введён в состав как замена, получившему травму, Дуэйну Холмсу.
В составе сборной США до 23 лет Михайлович принял участие в Мужском олимпийском квалификационном турнире КОНКАКАФ 2020 в марте 2021 года.
Михайлович был включён в состав сборной США на Золотой кубок КОНКАКАФ 2023.

## Достижения
Командные
 «Клёб де Фут Монреаль»
- Победитель Первенства Канады: 2021